# Detroit Blues
Der Detroit Blues ist eine aus Detroit, Michigan, stammende Stilrichtung des Blues, die ähnlich wie der Chicago Blues in den 1920er und 1930er Jahren dadurch entstanden ist, dass die verarmte schwarze Arbeiterbevölkerung aus dem Süden, aus der sich die Delta Blues Musiker rekrutierten, in die Großstädte des mittleren Westens abwanderte. In Detroit konzentrierte sich die Szene auf den Stadtteil Black Bottom.
Der Detroit Blues unterscheidet sich von seinem Vorläufer, dem Delta Blues durch elektrisch verstärkte Instrumente und durch die Auswahl der Instrumente, wie Bassgitarre und Piano.
Der einzige weltweit erfolgreiche Vertreter des Detroit Blues blieb John Lee Hooker, da die Plattenlabel den Detroit Blues insgesamt zu Gunsten des verbreiteteren und einflussreicheren Chicago Blues vernachlässigten.

## Typische Vertreter
- John Lee Hooker
- Alberta Adams
- Andre Williams
- Big Maceo Merriweather
- Bobo Jenkins
- Calvin Frazier
- Eddie Burns
- Joe Weaver
- Johnnie Bassett
- Nolan Strong & The Diablos